# Tùy Châu
Tùy Châu (tiếng Trung: 随州市, bính âm: Suízhōu Shì, âm Hán-Việt: Tùy Châu thị) là một địa cấp thị tại tỉnh Hồ Bắc, Trung Quốc.

## Lịch sử-địa lý
Tùy Châu là quê hương của Viêm Đế, nằm ở phía bắc tỉnh Hồ Bắc, năm 2000 được nâng cấp lên địa cấp thị. Tùy Châu là thành phố lịch sử văn hóa cấp quốc gia tại Trung Quốc.
Trấn Lệ Sơn (hiện nay thuộc huyện Tùy, Tùy Châu) được coi là quê hương của vị vua huyền thoại Viêm Đế Thần Nông.
Trong địa phận của địa cấp thị này người ta đã khai quật mộ Tằng Hầu Ất và phát hiện được một lượng lớn cổ vật, bao gồm các loại chuông cổ, là một trong những phát hiện khảo cổ tối trọng yếu tại Trung Quốc.
Thời kỳ phong kiến, vùng đất này có các tên gọi như huyện Tùy, châu Tùy. Tùy Văn Đế Dương Kiên từng làm thứ sử Tùy Châu tới 20 năm. Năm 581, Dương Kiên thành lập nhà Tùy, nghĩa là lấy tên gọi vùng đất được thụ phong để đặt tên cho triều đại của mình. Do kiêng chữ "tùy" (随) có nghĩa là "tùy tòng", cộng thêm chữ "sước" (辶) có nghĩa là tùy theo nước chảy mà đi hay dừng là không có lợi, nên đã cho cải chữ "tùy" (随) này thành chữ "tùy" (隋) khác.
Ngày 19 tháng 8 năm 1983, chính phủ Trung Quốc bãi bỏ huyện Tùy, thành lập huyện cấp thị Tùy Châu. Ngày 11 tháng 10 năm 1988, lại bãi bỏ huyện Ứng Sơn để thành lập huyện cấp thị Quảng Thủy. Năm 1994, huyện cấp thị Tùy Châu là huyện cấp thị trực thuộc tỉnh Hồ Bắc. Ngày 25 tháng 6 năm 2000, chính phủ Trung Quốc bãi bỏ huyện cấp thị trực thuộc tỉnh Tùy Châu để thành lập địa cấp thị Tùy Châu; trong địa cấp thị Tùy Châu thành lập khu Tằng Đô, nguyên là khu vực hành chính của huyện cấp thị Tùy Châu. Huyện cấp thị Quảng Thủy cũng được giao cho địa cấp thị Tùy Châu trực tiếp quản lý.
Từ năm 2007 tới năm 2009, tại Tùy Châu người ta bàn luận về việc thành lập huyện Liệt Sơn, do Liệt Sơn gắn liền với truyền thuyết về quê hương của Viêm Đế. Tuy nhiên, tháng 4 năm 2009, kế hoạch thành lập huyện mới đã được phê chuẩn với tên gọi là huyện Tùy. Tháng 5, một bộ phận của khu Tằng Đô được tách ra để về huyện Tùy. Ngày 29 tháng 7 năm 2009, các cơ quan hành chính của huyện Tùy chính thức đi vào hoạt động.

## Phân chia hành chính
Tính tới thời điểm ngày 29 tháng 7 năm 2009, địa cấp thị Tùy Châu được chia ra thành 3 đơn vị hành chính cấp huyện, gồm 1 khu (quận nội thành), 1 thành phố cấp huyện và 1 huyện.
- Khu Tằng Đô (曾都). Là nơi có trụ sở hành chính của địa cấp thị Tùy Châu. Trụ sở hành chính của khu đặt tại đại lộ Liệt Sơn.
- Thành phố cấp huyện Quảng Thủy (广水)
- Huyện Tùy (随). Chính thức hoạt động từ ngày 29 tháng 7 năm 2009. Trụ sở hành chính tại trấn Lệ Sơn.

Ba đơn vị cấp huyện này được chia tiếp thành 54 đơn vị cấp hương trấn, bao gồm 36 trấn, 11 hương và 7 nhai đạo.

## Nhân khẩu

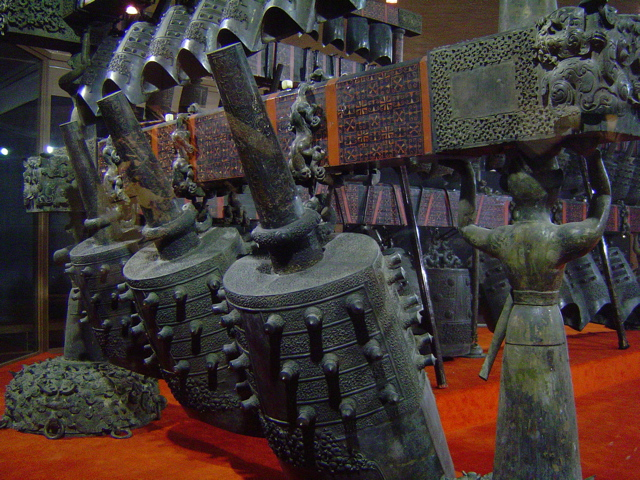
Chuông khai quật được tại mộ Tằng Hầu Ất. Hiện được lưu giữ tại Bảo tàng tỉnh Hò Bắc.

Dân số của địa cấp thị Tùy Châu là khoảng 2,57 triệu (năm 2002), trong đó khu Tằng Đô có 1,66 triệu, huyện cấp thị Quảng Thủy có 910.000 người.
| Diện tích và nhân khẩu các đơn vị hành chính tại Tùy Châu (cuối năm 2007) |                 |                      |                      |
| Tên gọi                                                                   | Diện tích (km²) | Nhân khẩu thường trú | Nhân khẩu có hộ tịch |
| Tùy Châu                                                                  | 9.614,94        | 2.199.000            | 2.542.286            |
| Tằng Đô                                                                   | 6.969,76        | 1.416.000            | 1.613.069            |
| Tùy                                                                       |                 |                      |                      |
| Quảng Thủy                                                                | 2.645,18        | 783.000              | 929.217              |

Ghi chú: Khu Tằng Đô khi đó bao gồm cả huyện Tùy.